# Z旗

Z旗

Z旗（ゼットき）、Z信号旗（ゼットしんごうき）は、船同士の意思疎通のために用いる国際信号旗の1つ。
国際信号旗はアルファベット文字旗（26種）、数字旗（10種）、代表旗（3種）、回答旗（1種）の計40種。この中でZ旗はアルファベットの"Z"の文字を示す信号として用いられる他、単独で「私は引き船が欲しい」、漁場では「私は投網中である」の意を示す信号としても用いる。日本では、旗に付けられた意味に因み（意味は後述）、スポーツ競技の応援や、選挙・受験など、負けられない勝負に挑む時、「勝利」を祈願して用いられる場合もある。

## 日本海軍における使用

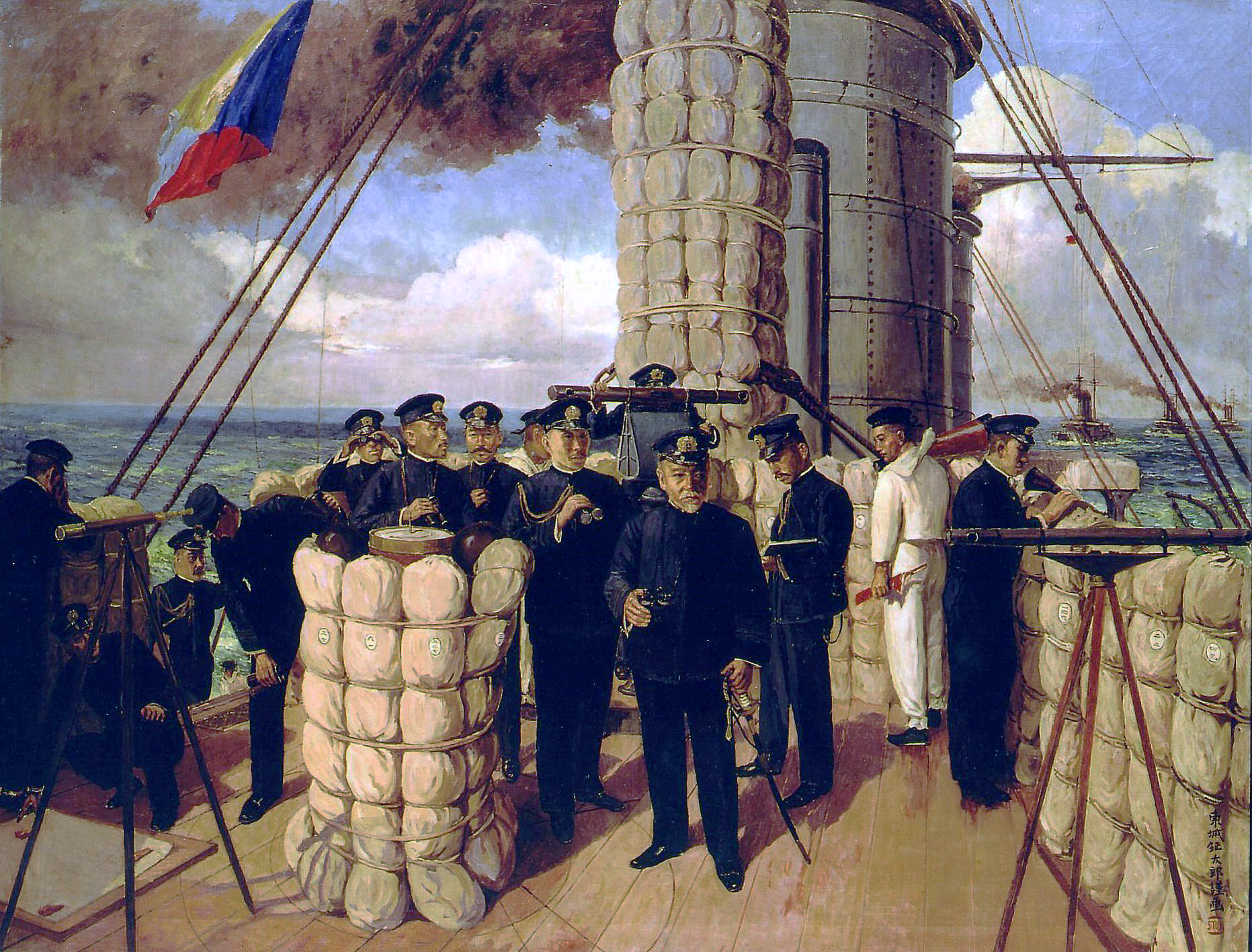
日本海海戦(1905)。画像は連合艦隊旗艦三笠

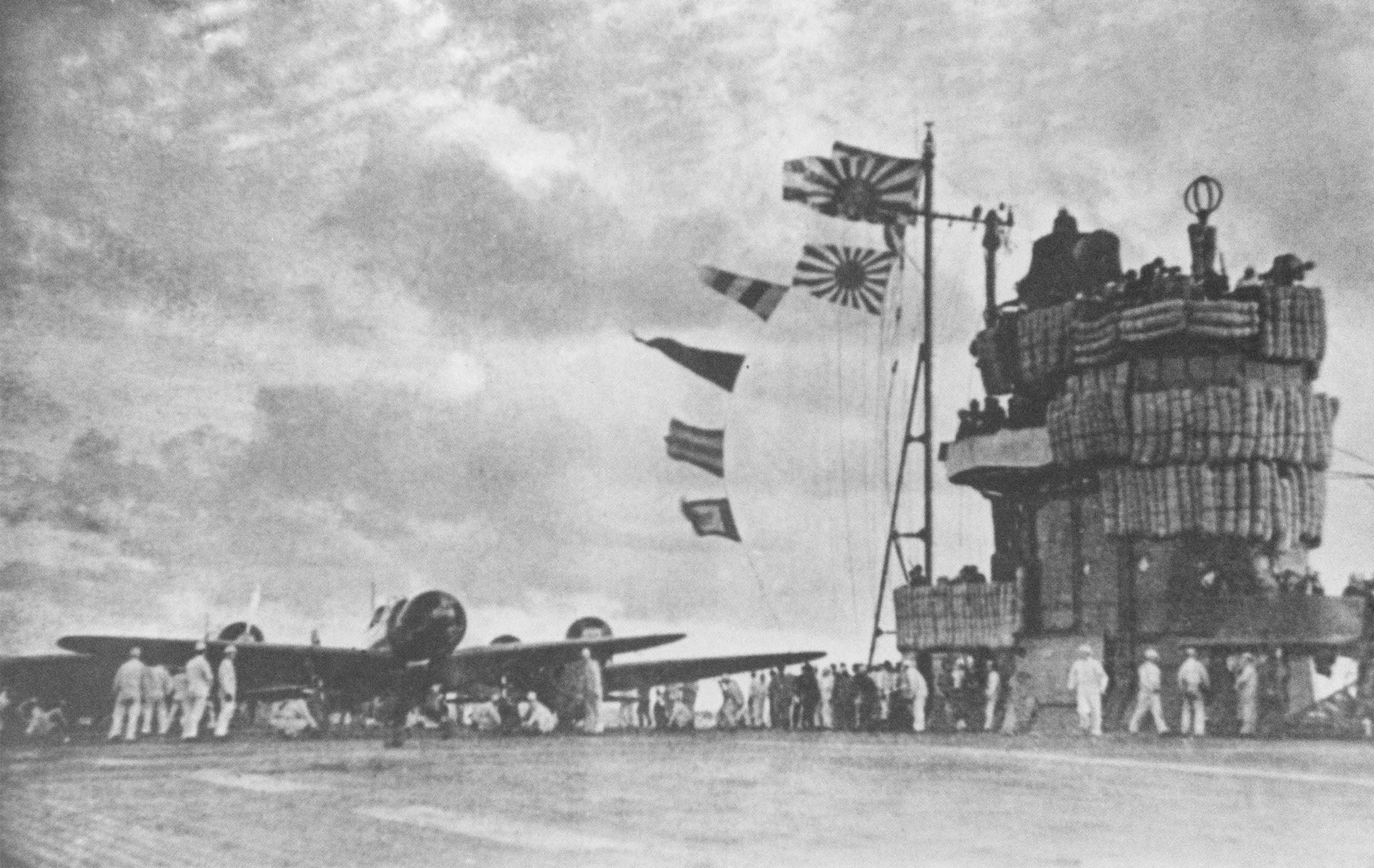
真珠湾攻撃に際して信号旗を掲げる空母赤城

国際的にはZ旗は前節の意味しか有していない。しかし、Z旗は海戦史において特別な意味を持つ旗としても広く世界に認知されている。
日露戦争時の1905年5月27日-28日にかけて行われた日本海海戦の際、連合艦隊司令長官の東郷平八郎は、トラファルガー海戦の信号文「英国は各員がその義務を尽くすことを期待する」に倣い、「皇國ノ興廢此ノ一戰ニ在リ、各員一層奮勵努力セヨ」という意味を持たせたZ旗を旗艦「三笠」のマストに掲揚した。日本海海戦の逸話以降、日本海軍ではZ旗は特別な意味を持つこととなり、太平洋戦争（大東亜戦争）中の日本海軍では、大規模な海戦の際には旗艦のマストにZ旗を掲揚することが慣例化した。真珠湾攻撃での空母「赤城」では、Z旗を直接掲揚せず、DG旗（D→Gの順で並べて掲揚）をZ旗の代わりとして（DG旗はZ旗と同意味で用いられる）掲揚した。また、太平洋戦争末期の第二五二海軍航空隊攻撃第3飛行隊は、艦上爆撃機「彗星」の垂直尾翼にマーキングとして使用したことで知られる。
なお東郷が戦闘前に檄を飛ばす信号を出したのは日本海海戦が初めてではなく、旅順口攻撃の劈頭ではより簡潔な「勝敗の決此の一戦に在り各員努力せよ」という信号を出しているが、どの旗を使ったかは不明である。

## 自衛隊における使用
戦後に設立した海上自衛隊ではZ旗を掲揚する慣例は絶えていたが、2011年10月27日-11月4日に沖縄県南東海域で行われた日米合同軍事訓練において護衛艦「ちょうかい」のマストに掲揚された。このZ旗は「ちょうかい」に常備されていたものではなく、以前の日本海海戦記念式典でクルーが手作りで作成し、イベントで使用していたもの。後日行われた訓練の最終日にフォトエキササイズで戦闘旗を掲げるように日本側指揮官から命令が下ったが、その時「ちょうかい」は戦闘旗に使える大型の旭日旗がたまたま手許になく、それに代わる旗として掲揚された。作戦中の護衛艦にZ旗が掲揚されるのは戦後初めてであった。

## 企業での使用例

### ダットサンZ / フェアレディZにおける逸話
1960年代中期、当時のアメリカ日産の社長片山豊が企画提案したのがきっかけで開発が始まったスポーツカー「開発コード "Z"」。「儲からないスポーツカー開発には力を入れない」という日産の経営方針のため、デザインチーフの松尾良彦をはじめとしたスポーツカー開発陣は冷遇されていた。そんな、スタッフに宛てアメリカ日産の片山は、『頑張れ！』という一言だけのメッセージとともに「Z旗」を贈呈した。これが「フェアレディZ」の由来となった。

### 船舶業における使用
長崎県の大島造船所では、円高への危機感を背景に、Z旗を掲げることで自社の従業員らを鼓舞し、危機意識を高めたという。

### 開局時のテレビ愛知
愛知県を放送対象地域とするテレビ局であるテレビ愛知では、開局（1983年9月）までの準備期間中、社屋屋上に国旗・社旗と並んでZ旗が掲げられた。海軍兵学校出身であった初代社長・黒川洸と兵学校の後輩だった常務の話のなかで、社員を鼓舞するため掲揚が決まったという。

### コーポレートマーク
CADメーカーの図研では、社名の「図」や「Z」のイメージを持たせ、Z旗をかけあわせたコーポレートマークを制定している（Z旗で赤色の部分も青色となっている）。

### 懸賞幕
1980年代に大相撲の本場所の取組で水交社という会社（水交会のビジネス部門）が懸賞を出した際、土俵を回るときに使用される懸賞幕の一部にZ旗が使われた。取組表の案内や場内アナウンスは「劇画東郷平八郎伝の株式会社水交社」だった。

## ギリシャにおける使用

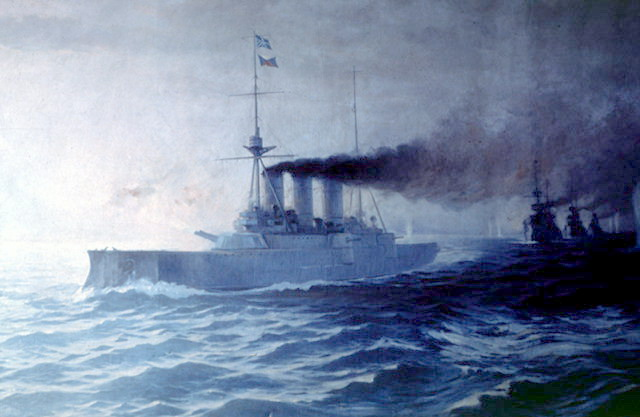
エリの海戦においてZ旗を掲げてオスマントルコ艦隊に突撃する装甲巡洋艦イェロギオフ・アヴェロフ

1912年の第一次バルカン戦争におけるエリの海戦において、ギリシャ海軍の装甲巡洋艦イェロギオフ・アヴェロフが"単独行動"の合図としてZ旗を掲げて艦隊から分離。オスマントルコ艦隊に単艦突撃を行い勝利に貢献した。